# ホライモリ
ホライモリ(Proteus anguinus)は、両生綱有尾目ホライモリ科ホライモリ属に分類される有尾類。現生種では本種のみでホライモリ属を構成する。
ヨーロッパで見られる洞穴性の生物（洞穴生物）として唯一の脊椎動物である。アホロートルのように幼形成熟することが特徴で、生涯に渡って外鰓を持ち水から出ることはない。ディナル・アルプス山脈のカルスト洞穴の固有種で、スロベニアからイタリアのトリエステに流れるソカ川流域から、クロアチア南西部、ボスニア・ヘルツェゴビナに分布する。洞穴への適応として、眼は発達しないが聴覚・嗅覚や電気・機械受容器などは非常に鋭敏である。前肢・後肢の指は通常の両生類より少ない。
体色が白く白人の肌に似ていることから、スロベニアでは"人の魚"を意味するスロベニア語: človeška ribicaまたはクロアチア語: čovječja ribicaと呼ばれる。英語では "olm"・"proteus"（プロテウス）・"cave salamander"・"white salamander"とも呼ばれる。スロベニアでは"湿り気に潜る者"を意味するmočeril という名もある。本種に関する最初の言及は1689年のヤネス・ヴァイカルト・ヴァルヴァソルの著作に遡る。
本種をドラゴンの幼体であるとする民間伝承もあり、ドラゴンズベビーとの呼び名もある。
クロアチアの天然記念物であり、本種を日本で唯一見られるのは、愛・地球博での展示を寄贈された、愛知県碧南市にある碧南海浜水族館だけである。

## 形態

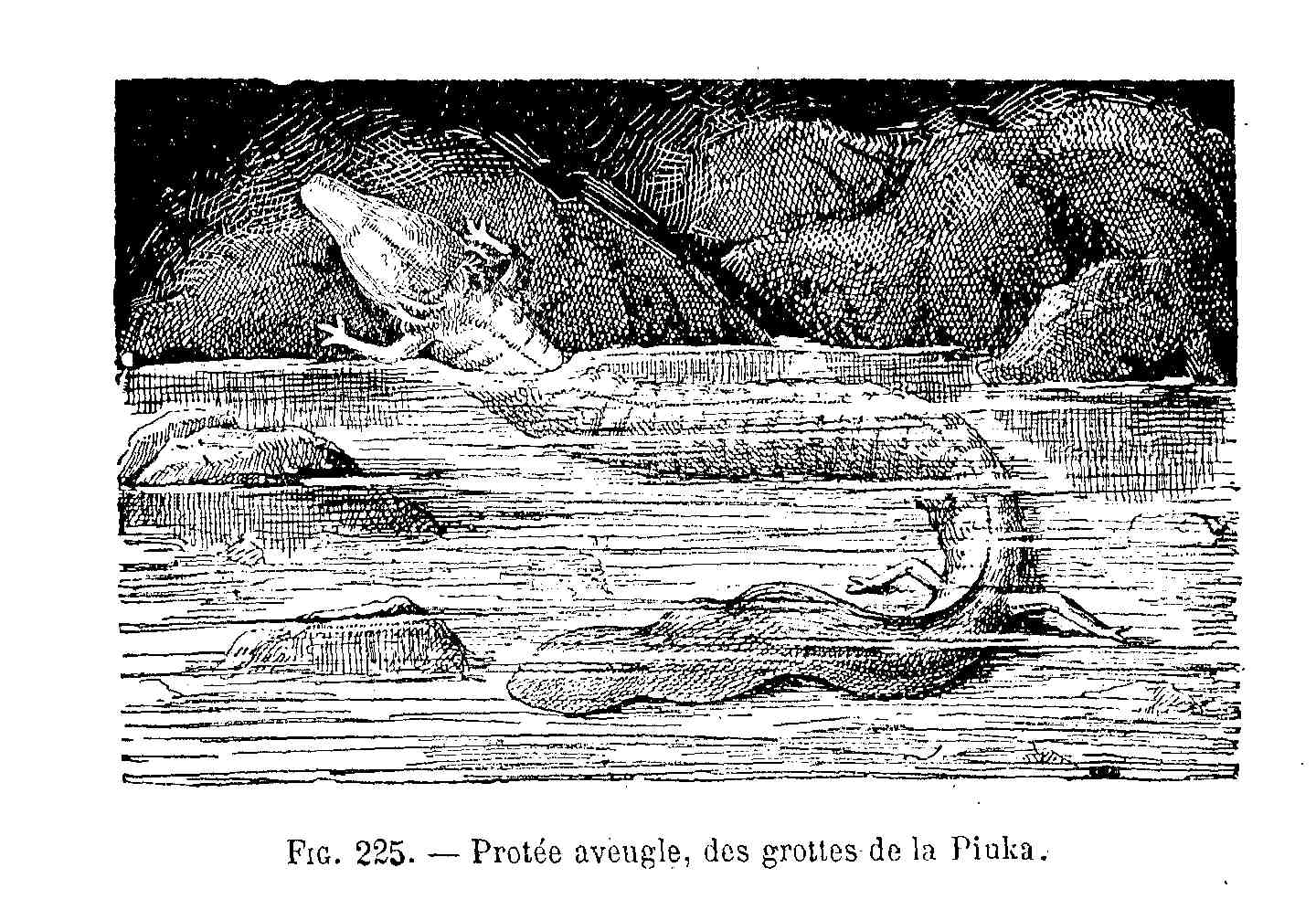
フランスの生物学者、ガストン・ボニエによるイラスト (1907)

全長20 - 30センチメートル。全長30センチメートル以上に達することはまれだが、亜種P. a. parkeljとされた個体は全長40センチメートル以上に達することもある。胴体は円筒形で、尾は側扁する。体は薄い皮膚に覆われ、わずかなリボフラビン色素によって黄白色からピンク色に着色する。体側面に入る皺（肋条）は、左右に25-27本ずつ。体色は通常は白いが、灰色や黄色・ピンクがかる個体もいる。明所で飼育された個体は色素ができるため、体色が青灰色になる。色素沈着した個体は、後述のように亜種P. a. parkeljとして記載されたこともある。
光の下では腹部の内臓器官が透けて見える。体色が白人の皮膚に似ていることから、いくつかの言語では「人の魚」を意味する名で呼ばれる。幼生も着色していることがある。頭部は洋梨形で、短く縦扁した吻を持つ。口の開口部は小さく、歯は微小で篩状となり、水中の大きな粒子を濾し取る。鼻孔は判別できないほど小さく、吻端の側方に位置する。眼は退縮しており、皮膚の層に覆われる。呼吸は頭部後方にある、2つの分岐した房からなる外鰓で行われる。外鰓は酸素に富む血液が皮膚越しに見えるため、赤色である。簡易な肺も持つが、その呼吸機能は補助的なものに過ぎない。
眼は、皮下に埋もれる。外鰓はサーモンピンク。前肢の指は3本、後肢の趾は2本。
オスの総排泄孔の隆起は、メスよりも大型で細長い。
洞穴性動物は無光環境に生息するため、他の適応と共に、視覚によらない感覚系を発達させることが求められる。本種も地下水に生息するため、他の両生類よりも視覚以外の感覚を発達させている。本種は成体でも幼生の形態を維持しているために頭部が大きく、多数の感覚受容器を持つことが可能となっている。
眼は退化しているが、光への感受性は残っている。幼体は通常の眼を持つが、すぐに成長が停止して退縮し始め、4ヶ月後には最終的に萎縮する。松果体にも、退縮してはいるが光を感じる細胞があり、眼と同様に視覚色素を保持している。松果体は生理学的プロセスの制御にもある程度関わっている。行動学的実験によって、皮膚自体にも光を感じる能力があることが示されている。外皮の光感受性は特殊化した細胞（メラノフォア）にある光受容体（メラノプシン）によるもので、予備的な免疫細胞化学的解析によってもこの結果は裏付けられている。

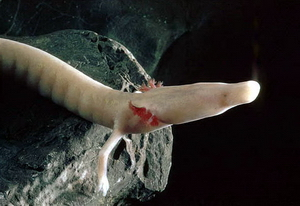
頭部前方には鋭敏な化学・機械・電気受容器が存在する。

水中の非常に低濃度の有機化合物を検出でき、質・量の両面において、他の両生類より獲物の匂いを検出する能力が高い。鼻孔の内面とヤコブソン器官を裏打ちする嗅上皮は、他の両生類より厚くなっている。口内の粘膜上皮には味蕾があり、ほとんどは舌の上面と鰓室の入り口に集まっている。舌上面の味蕾は餌を味わい、鰓室の味蕾は水中の化学物質を感じ取る役割があると考えられる。
内耳の感覚上皮は非常に特殊化しており、水中の音波を地面の振動と同様に聴き取ることができる。感覚細胞の複雑な機能・形態的配置によって、音源の方向を特定することもできる。幼形成熟するため、本種が空気中の音を聴く機会は少ないと考えられる。行動学的研究からは、感度の良い周波数は10から15,000ヘルツと測定されている。側線は近傍の水の動きを検出し、特に低周波領域で内耳の機能を補っている。
本種の頭部からは光と電場に反応する新しいタイプの感覚器官が発見されており、"ampullary organ"と呼ばれている。
他の基底的な脊椎動物でも見られることがあるが、本種は弱い電場を検出できる。また、いくつかの行動学的研究からは、地磁気や人工的な磁場に体を沿わせる行動を取ることも示された。

## 分類
異なった地下水系に生息する個体群は、体各部のサイズ・色・顕微鏡的特徴がかなり異なっている。かつての研究者はこれを種レベルの差異と考えて本種を5種に分割していたが、近年ではこれらの特徴は、栄養状態・疾病や他の要因によって同一個体群内でも大きく変化することがわかっており、この5種は全て同一の種とみなされている。頭部の長さは個体群間で最も変動が大きく、例えばスロベニア、Stičnaの個体群は、トルジッチやイストリア半島の個体群に比べて頭部が短い。

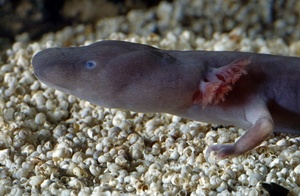
parkelj 亜種。頭部が短く眼が発達することが特徴である。

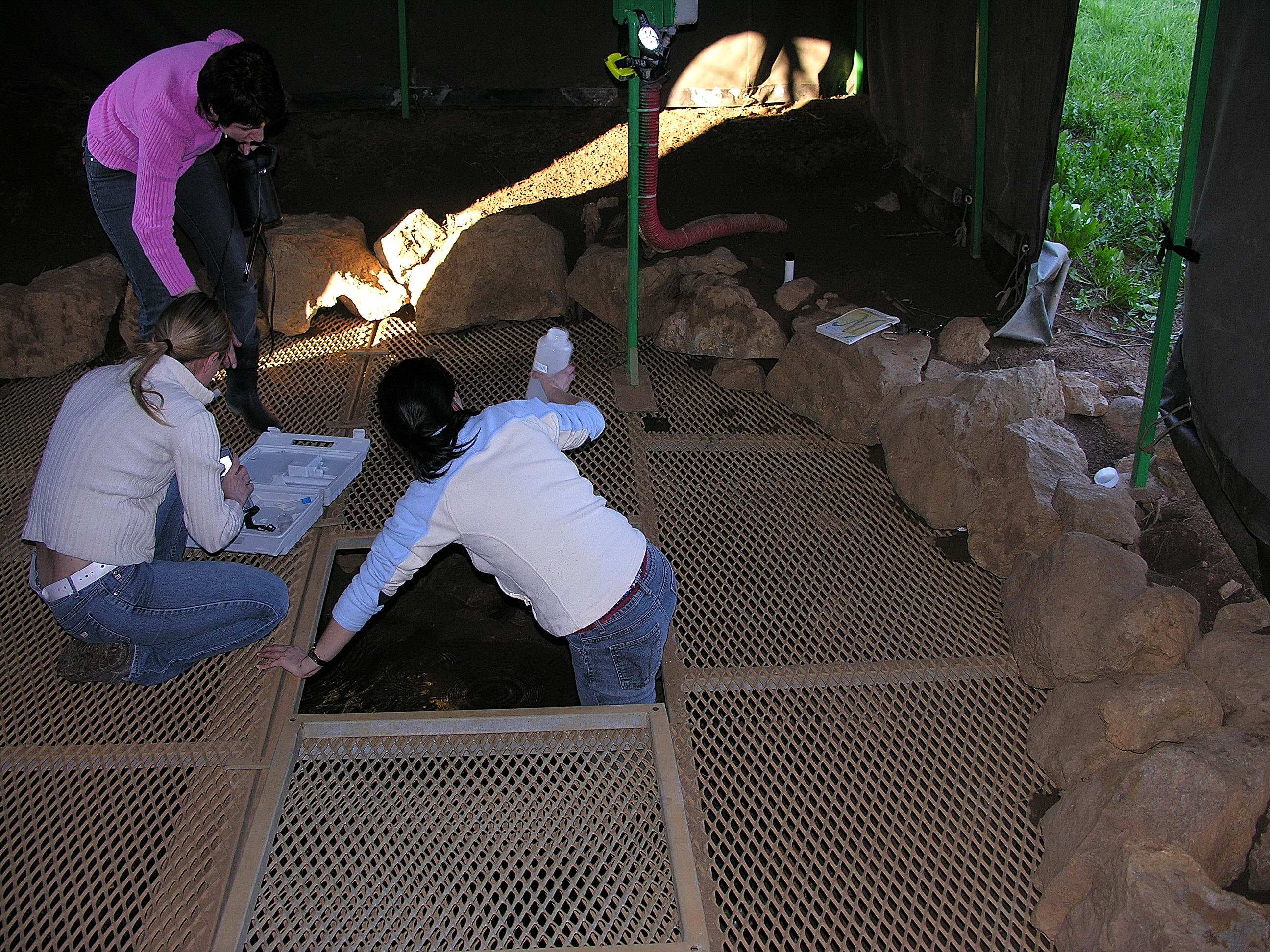
チュルノメリ近郊、Jelševnikでの水質・底質調査。parkelj 亜種の行動は赤外線カメラによって撮影される。

Proteus anguinus parkelj Sket & Arntzen, 1994（Black Proteus）は唯一認められている亜種で、スロベニア、チュルノメリに近い100km2より狭い領域に固有である。この亜種は1986年、ベラ・クライナ地方のDobličice karst springを探索していたSlovenian Karst Research Instituteのメンバーにより発見された。
この亜種はいくつかの特徴によって基亜種と区別される。これらの特徴は、parkelj 亜種が地下水系に移行した時期が遅く、非洞穴性の特徴を残していることを示唆している。
| 部位     | anguinus 亜種        | parkelj 亜種                                                                 | 備考 |
| -------- | -------------------- | ---------------------------------------------------------------------------- | --- |
| 皮膚     | 無色素               | 色素を持ち、暗褐色から黒                                                     | 最も明瞭な差異 |
| 頭部     | 細長い               | 短くて太く、頭頂部には強力な顎の筋肉の塊が確認できる。                       | |
| 脊椎骨数 | 29–32個              | 34-35個                                                                      | 両生類は脊椎骨数の変動がある。 |
| 四肢     | 長い                 | 短い                                                                         | |
| 尾       | 体に比べ長い         | 体に比べ短い                                                                 | |
| 眼       | 退化する             | 他の両生類より小さいが、ほぼ正常に発達する。半透明な皮膚に覆われ、瞼はない。 | 基亜種の眼の免疫染色では、錐体細胞から赤に敏感なオプシンのみが検出された。だがparkelj 亜種の眼では、錐体細胞には赤・青・紫外線の各色に敏感なオプシンがそれぞれ発見され、桿体細胞も確認された。 |
| 感覚器官 | 特殊化し、非常に鋭敏 | いくつかの感覚器官、特に電気受容器は感度が低い                               | 明瞭な差異ではない |

## 生態

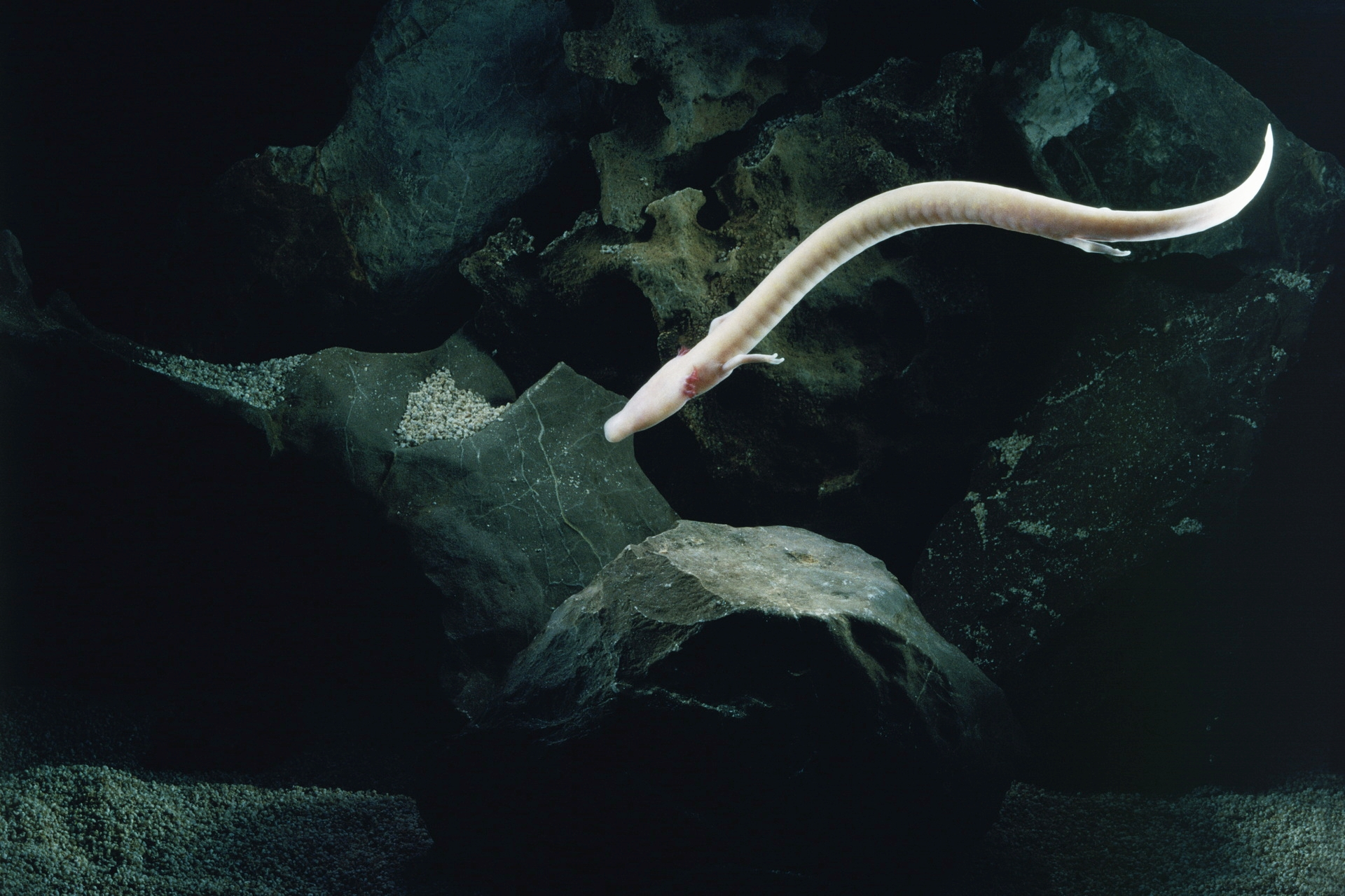
体をくねらせて蛇のように泳ぐ。

夏季の水温9-10℃、冬季の水温5-6℃の鍾乳洞内の水中や地下にある水たまりなどに生息する。
卵の孵化には140日、性成熟にはその後14年かかる。幼生はおよそ4ヶ月でほぼ成体と同じ外見となるが、成長は水温の影響を強く受ける。歴史的には、本種は胎生だと考えられていたこともあったが、雌の体内には魚類や卵生の両生類と同様の、卵嚢を分泌する腺が存在する。また、水温が低い時には幼体を産むとされていたこともあるが、厳格な観察から、本種は完全な卵生であると結論づけられている。
12 - 70個の卵を石の下に産む。卵の直径は約12mmで、卵は岩の間に置かれ、雌に守られる。孵化した幼生は2cm程度で、1ヶ月ほどは消化管細胞に蓄えた卵黄によって成長する。
本種などの真洞穴性両生類は、その異時性によって特徴付けられる。本種は体細胞の成熟を遅らせ、生殖細胞の成熟を早めることで変態を行わず、幼生の特徴を残した幼形成熟と呼ばれる状態にある。他の両生類では、変態は甲状腺から分泌されるチロキシンによって制御される。本種の甲状腺は正常に発達して機能しており、変態が行われないのは組織がチロキシンに応答しないことによる。

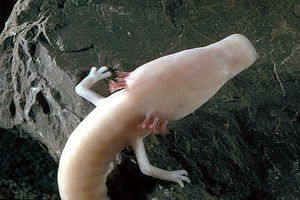
頭部は長く、外鰓を持つ。

遊泳は体をくねらせることによって行い、四肢は補助的に用いられるのみである。肉食性で、小さなカニや巻貝、稀に昆虫を食べる。餌を噛むことはできないため丸呑みする。地下環境への適応として、長期間の飢餓に耐えることができる。また、一度に大量の餌を食べることもでき、余剰の栄養は肝臓に脂質やグリコーゲンの形で沈着する。餌が少ない時には代謝と活動レベルを落とし、深刻な場合には自身の組織を再吸収することもできる。実験的には、餌なしで10年間生存した例がある。
群居性であり、石の下や割れ目などに集合する。繁殖可能な雄は例外で、縄張りを持つ。地下環境では餌が少ないため直接の闘いはコストが高く、通常、雄同士の争いはディスプレイのみで行われる。
繁殖行動は飼育下でのみ観察されている。繁殖可能な雄は総排泄孔が膨らみ、体色が明るくなり、尾の側面に線が出現し、尾の鰭が屈曲する。雌にはこのような変化は見られない。雄は雌が存在しない場合でも繁殖行動を始め、他の雄を縄張りから追い払い、雌を引き寄せるフェロモンを分泌する。雌が近づくと雄はその周りを回り、尾で水を送る。その後、雄は吻を雌の体に触れ、雌は吻を雄の総排泄孔に触れる。その後、雄は体を震わせながら前方に進み、雌はそれに続く。雄は精包を放出し、雌は総排泄孔に精包を付着させて前進を止める。精子は総排泄孔から雌の体内に入り、受精する。この行動は数時間にわたって数回繰り返される。
寿命は58年程度と推定されていたが、2010年の研究では、平均で68.5年、最大で100年と推定されている。寿命が非常に長いため、寿命と体サイズの比において、本種は他の両生類から外れた高い値を示す。

## 歴史
最初に本種に言及した書物はヤネス・ヴァイカルト・ヴァルヴァソルの The Glory of the Duchy of Carniola (1689) で、幼体のドラゴンとされていた。豪雨が本種を地下水から押し流してくることがあり、ここから、地下には巨大なドラゴンが棲み、本種はその幼体なのだという民間伝承が生まれた。ヴァルヴァソルはこのような民間伝承を本種に関する多くの神話とともに纏め、本種について "1スパンに届くか届かないかの大きさで、トカゲに似た短い蠕虫様の小動物" と書いている。

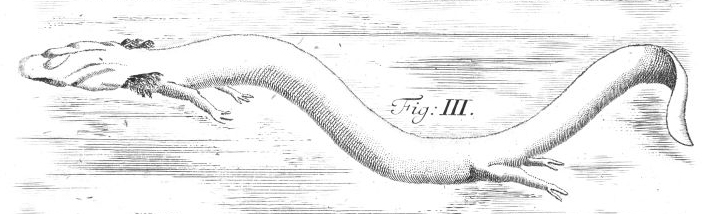
ヨセフス・ニコラウス・ローレンティの Specimen Medicum, Exhibens Synopsin Reptilium Emendatam cum Experimentis circa Venena (1768) によるスケッチ

最初に生体を入手した研究者は、イドリヤの博物学者、ジョヴァンニ・アントニオ・スコポリである。彼はその標本とイラストを同業者のヨセフス・ニコラウス・ローレンティに送った。ローレンティは1768年、この標本を基に本種を、現在用いられるProteus anguinus の学名で記載した。18世紀が終わる前に、ウィーン自然史博物館のカール・フランツ・リッター・フォン・シュライバースは本種の解剖学に関する研究を始め、ジグムント・ゾイスから標本を入手した。1801年、シュライバースは研究成果をロンドンの王立協会に発表し、後にパリでも発表した。すぐに本種は世界的に知られて注目を集めるようになり、数千個体が採集されて全世界の研究者や収集家へと送られるようになった。スロベニアでの本種の機能形態学的研究は1980年代に始まり、その20年後にはリュブリャナ大学の生物学部門が本種の研究を牽引するグループの一つとなっている。本種はフランスのアリエージュ県、イングランドのトーキー、ベルギーのナミュール州、ハンガリーのボルショド・アバウーイ・ゼンプレーン県などの洞穴に導入され、研究に用いられた。ドイツのヘルマンスヘーレ、イタリアのヴィチェンツァ県の洞穴では、本種が現在も生存している。
チャールズ・ダーウィンの「種の起源」において、本種は使用されない器官が退化した一例として用いられた。

## 保護
特定の洞穴環境に適応しているため、環境の変化に極端に脆弱である。カルストの水環境は全ての汚染に非常に敏感であり、地下水は工業プロセスに用いられている有機塩素系殺虫剤・肥料・PCBなどの有機汚染物質や水銀・鉛・カドミウム・ヒ素などの重金属によって汚染される。これらの物質は環境中に永続するか、ほとんど分解されず、生体に蓄積された場合には毒性を示す。地下水系の自浄作用についてはあまり理解されていない部分が多い。
本種は採集家によって違法に捕獲されることがある。本種はEUの生息地指令 (92/43/EEC) において、附属書IIとIVに含まれている。附属書IIは保護地域を指定することを通して、動植物をその生息地とともに良好な保全状態に保つことを意図したもので、その地域はNatura 2000ネットワークを構成する。附属書IVはさらに、"厳格な保護が必要で、地域社会の関心を集める動植物"を定義しており、本種の捕獲は限られた数のみが、地方自治体による厳密な管理の下で許可される。
スロベニアでの保護活動は1922年に、他の全ての洞穴性生物の保護活動とともに始まったが、これはあまり効果的ではなく、かなりの数の個体が捕獲されて流通していた。1982年には本種は、取引が禁止される希少な絶滅危惧種のリストに含められた。スロベニアの欧州連合加盟後は、本種がEUの生息地指令に含まれていることから、これに順ずる枠組みが設定された。スロベニアのレッドリストでは、本種は絶滅危惧とされる。ポストイナ鍾乳洞を含む、本種の生息する洞穴はNatura 2000ネットワークに含まれている。しかし、2016年にはポストイナ鍾乳洞での養殖に成功しており、絶滅からは一歩遠のいた。
クロアチアでは両生類保護のための法律によって保護されており、採集は研究目的でのみ許可されている。ボスニア・ヘルツェゴビナとモンテネグロでの保全状況は不明である。

## 文化
本種はスロベニアの自然遺産におけるシンボルとなっている。その発見から300年が経った現在でも、科学者と多くの住民の洞穴環境に対する熱意は強い。ポストイナ鍾乳洞は本種やLeptodirus hochenwartii などの珍しい洞穴生物が存在することから、洞穴生物学の発祥の地の一つであり、スロベニアは本種のイメージを利用してポストイナやスロベニアの他のカルストにおけるエコツーリズムを推進することに成功している。ポストイナ鍾乳洞のツアーでは、洞穴生物学ステーションの周辺で本種の生体展示を行うことで、洞穴環境を別の側面から表現している。
本種はスロベニアの10トラール貨幣に描かれていた。また、1933年に出版されたスロベニア最初の科学雑誌は、本種の属名から Proteus と名付けられた。